# Gaius Asinius Pollio
Gaius Asinius Pollio (ibland felaktigt namngiven Pollius eller Philo), född omkring år 75 f.Kr. i en rik familj med egendomar både i och utanför staden Rom i romerska riket, död år 4 e.Kr. Pollio var fältherre, statsman, orator, poet, dramatiker och historieskrivare. Fadern hette Gnaeus Asinius Pollio. Han blev konsul i Rom år 40 f.Kr. tillsammans med Gnaeus Domitius Calvinus. Pollio fungerade även som beskyddare för Vergilius och var nära vän med Horatius. Båda dessa män har tillägnat honom dikter.
Asinius Pollio deltog med utmärkelse i inbördeskrigen under Julius Caesar och Marcus Antonius. Han spelade en bemärkt roll ända fram till år 39 f.Kr., då han lämnade det politiska livet för att helt ägna sig åt litterär verksamhet. Han intog en fullständigt isolerad hållning till politiken och statsmakten under kejsar Augustus regeringstid. Asinius Pollio har berett sig ett varaktigt namn i romerska litteraturens historia inte bara som författare och kritiker, samt beskyddare av framstående skalder (såsom Vergilius) utan även genom att grunda Roms första offentliga bibliotek, inhyst i Atrium Libertatis, samt genom att införa offentliga uppläsningar av litterära nyheter. Av hans arbeten är bara fragment bevarade. Samtiden satte stort värde på Asinius Pollio som talare. Det numera till största delen försvunna materialet avseende historieskrivning hade stor betydelse för antikens historiker Appianos och Plutarkos.